# Philaios (Athen)
Philaios (altgriechisch Φίλαιος Phílaios) war in der griechischen Mythologie der Sohn von Ajax dem Großen, der Bruder von Eurysakes und der letzte Herrscher der Insel Ägina. Andere Quellen bezeichnen ihn als den Sohn von Eurysakes und Enkel von Ajax und letzten Herrscher von Salamis.
Er soll die Insel den Athenern übergeben haben und in Attika gesiedelt haben. Aus dem Siedlungsort in der Nähe von Brauron soll später ein attischer Demos, der nach ihm Philaidai genannt wurde, hervorgegangen sein. Er ist auch der Begründer des attischen Geschlechts der Philaiden.